# Liste des noms français de toponymes bretons

## Départements
| Français         | Breton         |
| ---------------- | -------------- |
| Finistère        | Penn-ar-Bed    |
| Morbihan         | Mor-Bihan      |
| Côtes-d'Armor    | Aodoù-an-Arvor |
| Ille-et-Vilaine  | Ill-ha-Gwilen  |
| Loire-Atlantique | Liger-Atlantel |

## Villes principales
- Rennes → Roazhon
- Saint-Malo → Sant-Maloù
- Fougères → Felger
- Redon → Redon
- Dinard → Dinarzh
- Vitré → Gwitreg

- Quimper → Kemper
- Brest → Brest
- Châteaulin → Kastellin
- Morlaix → Montroulez
- Concarneau → Konk-Kerne
- Saint-Sauveur → An Dre Nevez

- Vannes → Gwened
- Lorient → An Oriant
- Pontivy → Pondi

- Saint-Brieuc → Sant-Brieg
- Dinan → Dinan
- Guingamp→ Gwengamp
- Lannion→ Lannuon
- Tréguier→ Landreger

- Saint-Nazaire → Sant-Nazer
- Guérande → Gwenrann
- Châteaubriant → Kastell-Briant
- Nantes → Naoned

## Hydronymes
- l'Aber Wrac'h, an Aber Ac'h
- l'Aulne, an Aon (ou ar Stêr Aon)
- le Blavet, ar Blavezh
- le Léguer, al Leger
- l'Ille, an Il
- la Loire, al Liger
- l'Odet, an Oded
- l'Oust, an Oud
- la Rance, ar Renk
- le Scorff, ar Skorf
- le Trieux, an Treñv
- la Vilaine, ar Gwilen